# Ballymacoda
Ballymacoda (en Irlandais Baile Mhac Óda), est un village du comté de Cork en Irlande.
Au recensement de 2016, le village comptait 185 habitants.

## Description
Situé à East Cork (en), le village abrite un pub, un bureau de poste et l'église catholique romaine Saint Peter in Chains. Cette église a été construite entre 1855 et 1865 et a remplacé une église précédente. Elle appartient au Diocèse de Cloyne et à la paroisse de Ballymacoda et Ladysbridge.
Les Ballymacoda Bay SPA (Zone de protection spéciale) et Ballymacoda SAC (Zone spéciale de conservation) sont des zones humides protégées, désignées comme importantes en vertu de la Convention de Ramsar et de la législation de l'Union européenne. Elles sont situées juste au nord et à l'est du village,,.

## Personnalités
- Pádraig Phiarais Cúndún (en) (1777-1856), poète irlandais, né à Ballymacoda ;
- William Michael O'Brien (1838-1867), patriote, né à Ballumacoda ;
- Peter O'Neill Crowley (en) (1832-1867), un des chefs des Irish Republican Brotherhood, inhumé à Ballymacoda.